# Krzemień (King George Island)
Krzemień ist ein 152 m hoher Hügel auf King George Island im Archipel der Südlichen Shetlandinseln. Er ragt nordwestlich des Sphinx Hill unweit des Sphinx-Gletschers auf.
Polnische Wissenschaftler benannten ihn nach dem gleichnamigen Berg in der polnischen Bieszczady.